# René van Meurs
René van Meurs (Schipluiden, 28 augustus 1985) is een Nederlands stand-upcomedian, cabaretier en tekstschrijver.

## Levensloop
Van Meurs groeide op in het Zuid-Hollandse Schipluiden. In 2005 plaatste hij op een internetforum het bericht dat hij wilde beginnen met comedy. Een van de reacties was een uitnodiging om op te treden op het Griffioen Cabaret Festival 2006. Hij ging op dit aanbod in en won de publieksprijs. In datzelfde jaar bereikte hij de finale van de Culture Comedy Award en sloot hij zich aan bij de landelijk toerende improvisatiegroep Op Sterk Water. Van Meurs bleef lid van dit gezelschap tot begin 2008.
In 2007 stond hij in de halve finale van het Groninger Studenten Cabaret Festival. In juni van dat jaar werd Van Meurs ingelijfd bij comedycollectief Comedytrain en sindsdien staat hij geregeld op het podium van hun thuishonk Toomler. In 2009 maakte hij deel uit van de groep jonge comedians die als het 'Amsterdam Underground Comedy Collective' de Comedytrain representeerde op 's werelds grootste kunstfestival The Fringe in de Schotse hoofdstad Edinburgh.
In 2010 ging het Van Meurs voor de wind. Hij speelde in april twee dubbelprogramma's met Theo Maassen, waar Van Meurs het voorprogramma voor zijn rekening nam. Ook stond hij op het Amsterdam Comedy Festival in de Melkweg en speelde hij op Lowlands.
In 2012 won hij zowel de jury- als de publieksprijs van Cameretten.
In 2018 werd hij voor zijn derde theaterprogramma Ik beloof niks genomineerd voor de Neerlands Hoop (cabaretprijs).
Op 8 juni 2023 ontving René van Meurs in het Nieuwe Luxor uit handen van Richard Groenendijk de Platina Ticket voor de voorstelling 2636. Een award die wordt uitgereikt nadat er meer dan 50.000 plaatsbewijzen zijn verkocht voor de show. In oktober werd Van Meurs de Poelifinario toegekend in de categorie Entertainment.

### Televisie
Van Meurs is een van de leden van Comedytrain die centraal staan in de documentaire Erop of eronder, die Michiel van Erp maakte in het kader van het twintigjarig jubileum van Comedytrain.
Als tekstschrijver was Van Meurs actief voor onder andere Dit was het nieuws (RTL 4), Doe Maar Normaal (BNN) en Humor TV (VARA).
In 2015 werd hij een van de comedians bij Padoem Patsss. Bij dit programma bleef hij beide seizoenen betrokken.
Hij werd in de zomer van 2017 door BNNVARA gevraagd om in de komische geschiedenisquiz Rare Jongens aan te treden als teamcaptain, tegenover Leo Alkemade. De acht afleveringen van seizoen twee werden uitgezonden in het najaar van datzelfde jaar.
In 2021 was Van Meurs een van de deelnemers van het 21e seizoen van het RTL 4-programma Expeditie Robinson, hij viel als zestiende af en eindigde daarmee op de elfde plaats. In datzelfde jaar deed van Meurs mee aan het televisieprogramma Beat the Champions. In 2022 was Van Meurs te gast in het televisieprogramma Ik hou van Holland. In 2023 deed van Meurs mee aan het televisieprogramma The Connection.
In 2024 presenteerde Van Meurs voor NPO 3 Zapp het quizprogramma Back to the hype. Eén programma waarbij drie generaties artikelen moeten herkennen. Ook deed Van Meurs in 2024 mee aan het televisieprogramma Wat een dag!. In datzelfde jaar deed hij mee aan het televisieprogramma Waku Waku.

## Persoonlijk
René van Meurs is de broer van muziekproducent en dj Andrew Mathers (artiestennaam van André van Meurs).

## Theater
- Voor de storm (2013–2015). Regie: Michiel de Regt.
- Even goede vrienden (2015–2017).
- Ik beloof niks (2017–2019). Regie: Laurens Krispijn de Boer.
- René van Meurs hunkert (2019-2021). Regie: Laurens Krispijn de Boer.
- 2636 (2022-2024). Regie: Laurens Krispijn de Boer.
- Noodzakelijk kwaad (2024-heden). Regie: Laurens Krispijn de Boer.